# بارباته
بارباته (به اسپانیایی: Barbate) یک دهستان در اسپانیا است که در استان کادیس واقع شده‌است. بارباته ۱۴۳٫۳۶ کیلومتر مربع مساحت و ۲۲٬۸۵۱ نفر جمعیت دارد و ۱۴ متر بالاتر از سطح دریا واقع شده‌است.